# Massaker in Südkorea

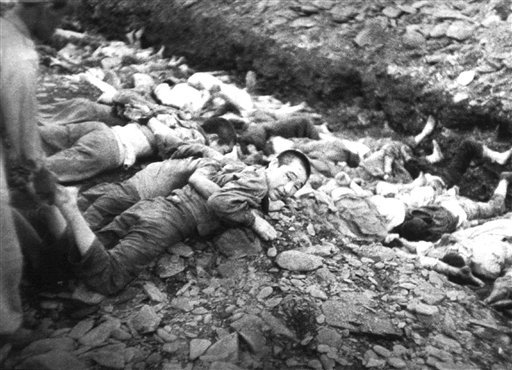
Massenexekution von angeblichen Kommunisten in Daejeon, Juli 1950, fotografiert von US-amerikanischen Offizieren

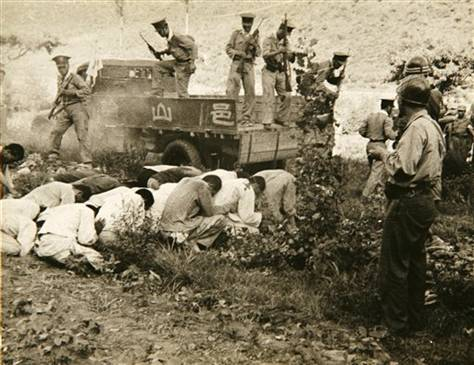
Erschießungen von angeblichen Anhängern der Bodo League im Sommer 1950, Daejeon

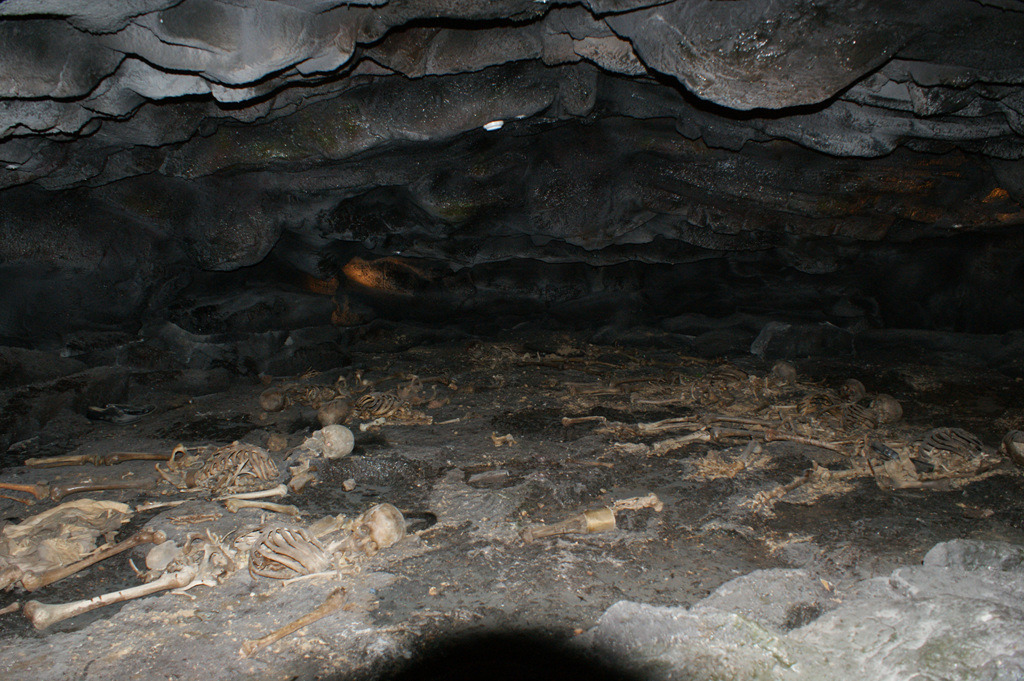
Überreste von Menschen, die in der Darangshi-Höhle während des Jeju-Massakers 1948 „ausgeräuchert“ wurden

Eine Reihe von Massakern in Süd- und Nordkorea ereignete sich in den Jahren 1948 bis 1951 vor dem Hintergrund der Teilung Koreas in Nordkorea und Südkorea (1945) und des Koreakrieges (1950–1953).
Nachdem der Zweite Weltkrieg 1945 mit der Kapitulation Japans beendet war, zerbrach das japanische Kolonialreich und die koreanische Halbinsel wurde von den Streitkräften der USA und der Sowjetunion besetzt. In der Folge richteten die beiden Mächte Besatzungszonen ein und verwalteten den jeweils von ihren Streitkräften besetzten Teil Koreas durch eine Militärregierung. Aus den am 10. Mai 1948 abgehaltenen Parlamentswahlen in Südkorea ging eine militant antikommunistische Regierung hervor.

## Exemplarische Auflistung von Massakern
Folgende Massaker sind aufgrund ihrer Bedeutung zu erwähnen:
- Jeju-Massaker: Infolge eines angeblich kommunistischen Aufstands von Fischern und Bauern auf der Insel Jeju am 3. April 1948 wurden mehr als 270 von 400 Dörfern ausgelöscht und zahlreiche Menschen getötet. Die Schätzungen schwanken zwischen 30.000 und 60.000 Menschen oder mehr, bei einer Gesamtbevölkerung der Insel von damals 300.000 Menschen.[2] Das Massaker auf der Insel Jejudo fand 1948 mit Unterstützung der US-amerikanischen Besatzungsarmee statt, also bereits vor dem Koreakrieg (ab 1950).[3]
- Yeosu–Suncheon-Rebellion, Oktober 1948
- Sinchon-Massaker, 1950: Nach nordkoreanischen Quellen wurden im Verlauf von 52 Tagen 35.383 Zivilisten durch US-amerikanische Streitkräfte und deren meist südkoreanische Unterstützer getötet. Das entspräche einem Viertel der Bevölkerung der Region. Dort befindet sich seit 1958 das „Sinchon Museum of United States War Atrocities“.[4][5] Allerdings sind die Kenntnisse über das Sinchon-Massaker beschränkt, da Sinchon in Nordkorea liegt und deshalb für unabhängige Untersuchungen nicht zugänglich ist.

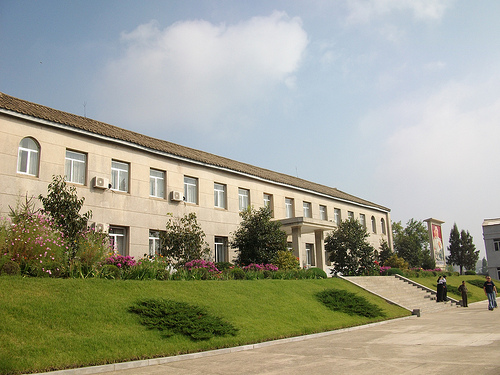
Sinchon-Museum in Nordkorea

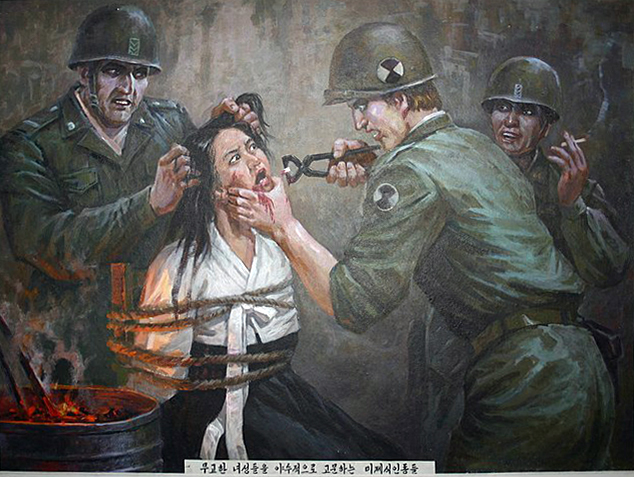
Nordkoreanische Propaganda-Bilder, die die US-amerikanischen Gräueltaten während des Sinchon-Massakers darstellen sollen. (Laut nordkoreanischen Flüchtlingen hängen derartige Bilder zu Propagandazwecken sogar in Schulen)

- Bodo-League-Massaker: Die im Sommer 1950 verübten Massaker zählen zu den furchtbarsten Gräueltaten an angeblich kommunistischen bewiesenen oder mutmaßlichen Mitgliedern bzw. Unterstützern der Bodo League. Etwa 100.000 bis 200.000 Menschen, meist unbeteiligte Zivilisten, wurden in und um Daejeon hingerichtet.[6][7]
- Namyangju-Massaker, 1950–1951; in Namyangju fand man 2008 unter den Leichen von 460 Menschen auch die von mindestens 23 Kindern im Alter unter 10 Jahren.[8]
- Ganghwa-Massaker, 1951

## Erinnerungskultur
Mehr als fünfzig Jahre später, im Jahr 1999, rief der Präsident Südkoreas und spätere Friedensnobelpreisträger Kim Dae-jung eine Untersuchungskommission u. a. zum Jeju-Massaker ins Leben, deren Ergebnisse die Regierungsseite schwer belastete. Zur weiteren Aufklärung wurde 2005 die Truth and Reconciliation Commission eingesetzt und mit einem Budget von 19 Millionen Dollar ausgestattet. Bereits in einem Zwischenbericht wurden schwere Verbrechen an Zivilisten und Menschenrechtsverletzungen festgestellt. 2010 legte die Kommission ihren Schlussbericht zu den Massakern vor.
Dennoch finden die genozidähnlichen Massaker bis in die Gegenwart keinen Eingang in die Geschichtsbücher Südkoreas. Unschuldige Opfer wurden nicht rehabilitiert.

## Künstlerische und literarische Rezeption
Pablo Picasso malte 1951 das Bild Massaker in Korea mit Bezug auf das Sinchon-Massaker. Bei der dargestellten Erschießung sind auch Kinder zu sehen.
Einer, der die massive Anfeindung der USA durch Nordkorea aufgrund ihrer Verbrechen in Sinchon in Frage stellt, ist Schriftsteller Hwang Sok-Yong, der um 1990 in Sinchon recherchierte, was hier im Herbst 1950 geschehen ist.  „Er hat das Massaker von Sinchon als Roman (dt.: „Der Gast“) dargestellt, ein Roman, der von der Erinnerung von zwei Brüdern handelt, die aus der Gegend von Sinchon stammten, nach den Ereignissen in den USA Presbyter geworden sind, und, inzwischen alt geworden, beschließen, noch einmal in ihre verlorene Heimatprovinz nach Nordkorea zu reisen. Yohan, der ältere Bruder, stirbt drei Tage vor Beginn der Reise, aber Yosop, der jüngere, fliegt nach Nordkorea und begegnet in seiner alten Heimat den Museumsverwaltern, aber auch den Geistern der Opfer und der Täter von 1950. Auch der verstorbene Bruder Yohan kommt in diesen Begegnungen und Gesprächen mit den Geistern als Täter vor, und es entsteht ein dichtes Netz von erinnerten Szenen, in denen das Unheil von damals wieder aufersteht. Hwang Sok-Yong erwähnt beiläufig, dass die US-Armee-Einheit mit Major Harrison eigentlich nur zwei Stunden auf dem Durchmarsch nach Pjöngjang in Sinchon verweilte. Das 51 Tage lang dauernde Massaker konnte also nicht den US-Amerikanern angelastet werden, es war eine Racheaktion von jungen, christlichen Koreanern, die noch nicht in das Militär eingezogen worden waren, an den Linken und Kommunisten, die sich im Jahr 1949 enteignet und ihres angestammten Vermögens beraubt sahen. Es war ein blutiger und grausamer Bürgerkrieg zwischen der politischen Linken und der politischen Rechten ohne Rücksichtnahme auf die Zivilbevölkerung.“
Die Literaturnobelpreisträgerin Han Kang verarbeitet in ihrem Roman Unmöglicher Abschied den Jeju-Aufstand.